# Códice Magliabecchiano

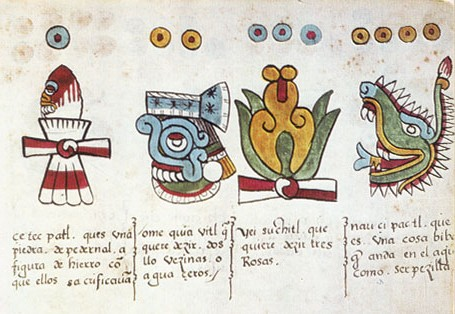
Folio 11 del Códice Magliabecchiano, mostrando Pedernal, Lluvia, Flor, y Cocodrilo.

El Códice Magliabecchiano (algunos lo escriben Magliabechiano) es uno de los códices coloniales de México, creado durante el siglo XVI en el periodo colonial temprano. Forma parte de un conjunto de códices que incluyen el Códice Tudela y el Códice Ixtlilxóchitl.
El Códice Magliabecchiano es fundamentalmente un documento religioso. Contiene 92 páginas que son propiamente un glosario de elementos religiosos y cosmológicos. Muestra los nombres de los 20 días del tonalpohualli, calendario religioso de 18 meses que forma parte del ciclo de 52 años mexica. Muestra también algunas deidades, ciertos ritos y vestidos, así como creencias cosmológicas.

## Historia
Este códice está basado en otro más temprano cuyo paradero se ignora y que se supone fue el prototipo de un conjunto de códices. Se le llamó así en honor a Antonio Magliabecchi, un archivero, coleccionista y bibliófilo italiano del siglo XVII quien lo rescató, ignorándose el cómo fue a parar a sus manos. El manuscrito forma parte actualmente de la colección de la Biblioteca Nazionale Centrale de Florencia, Italia. Se sabe que en 1903 fue reproducido facsimilarmente por Zelia Nuttall en la obra El libro de la vida de los antiguos mexicanos (The Book of the Life of the Ancient Mexicans) sacándolo a la luz pública.
Fue creado por manos indígenas mexicas en papel europeo, con dibujos acompañados de algunos textos en castellano. Algunas imágenes se muestran abajo. 

## Imágenes

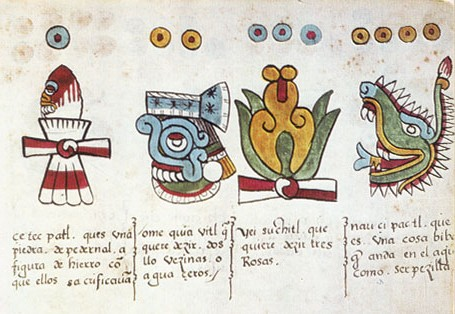
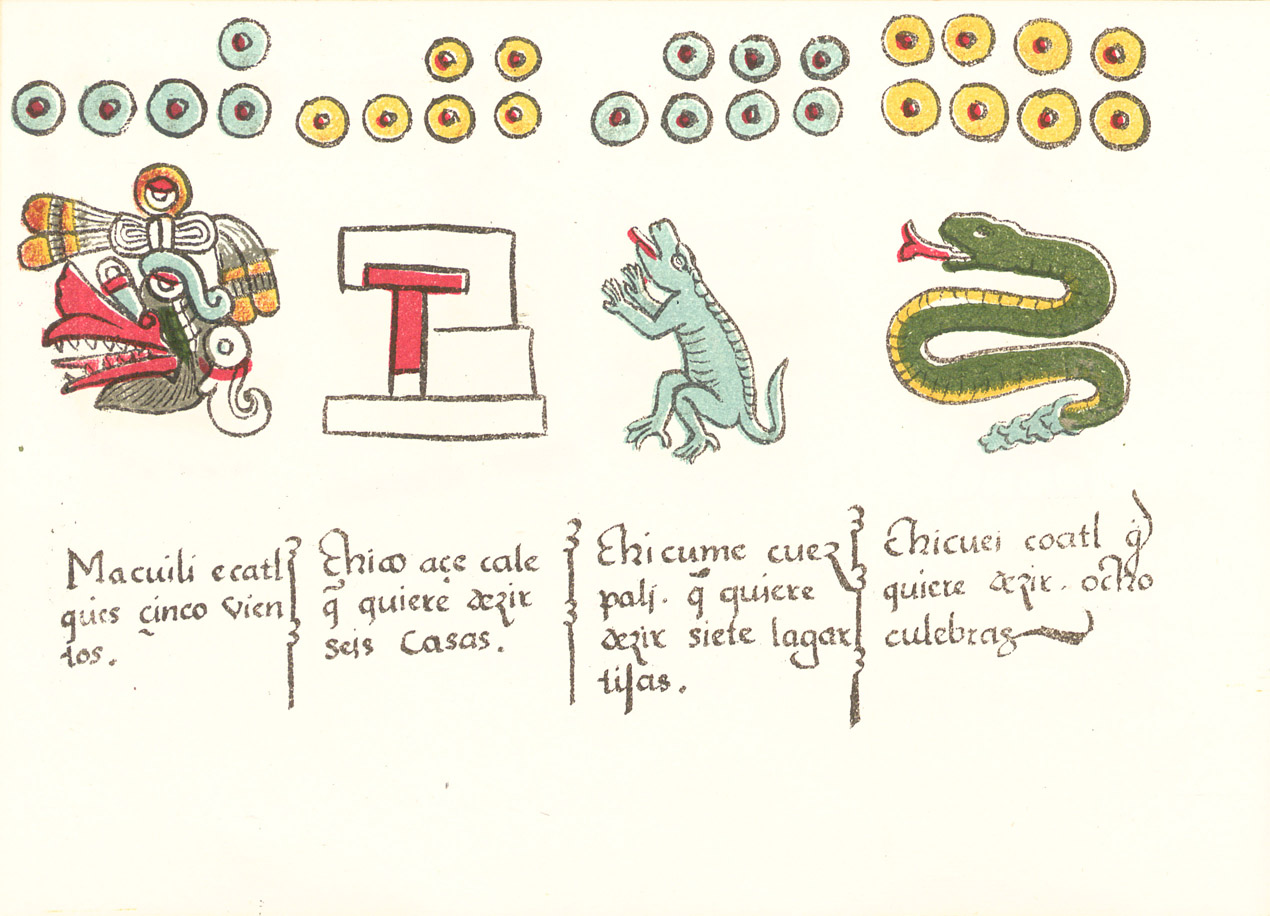
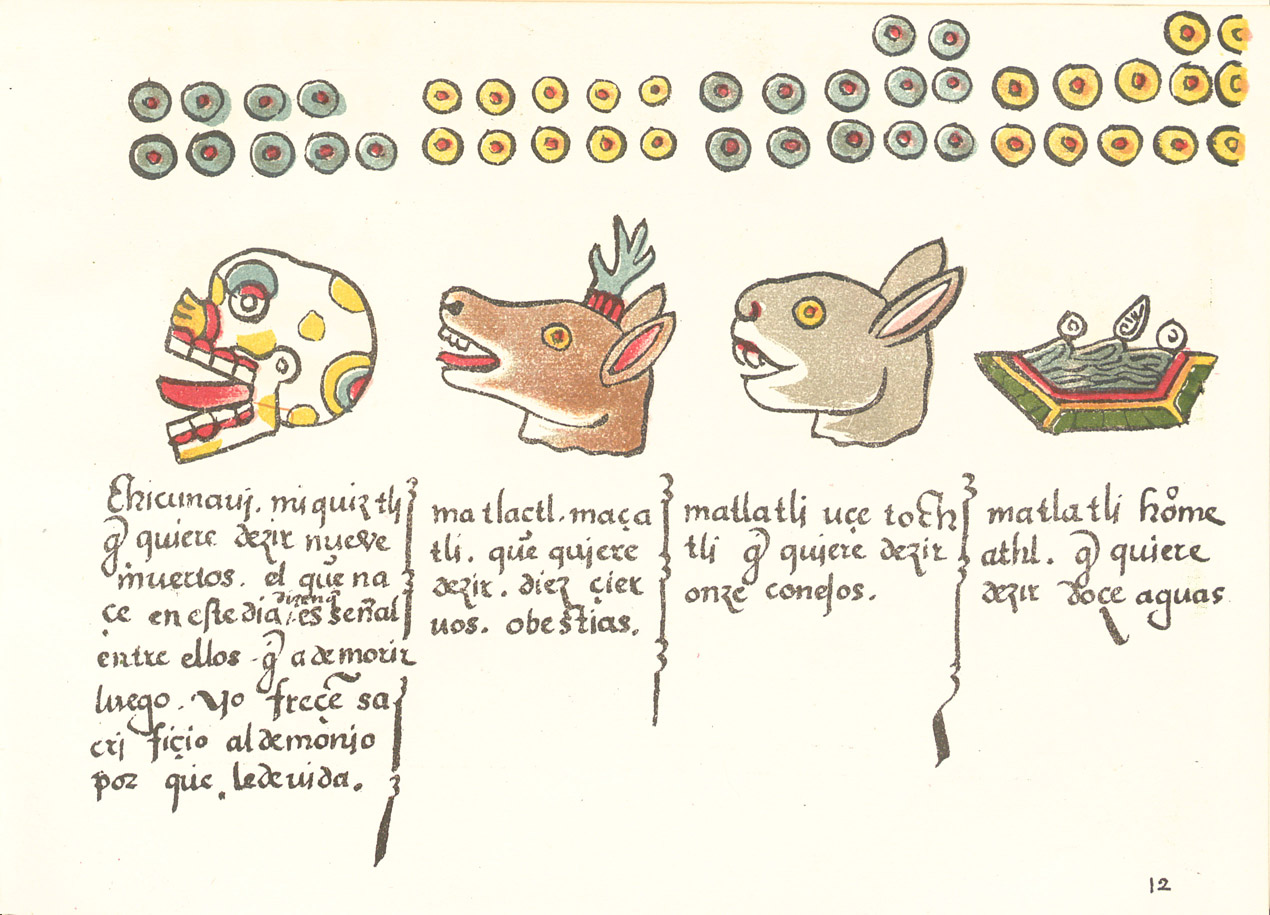
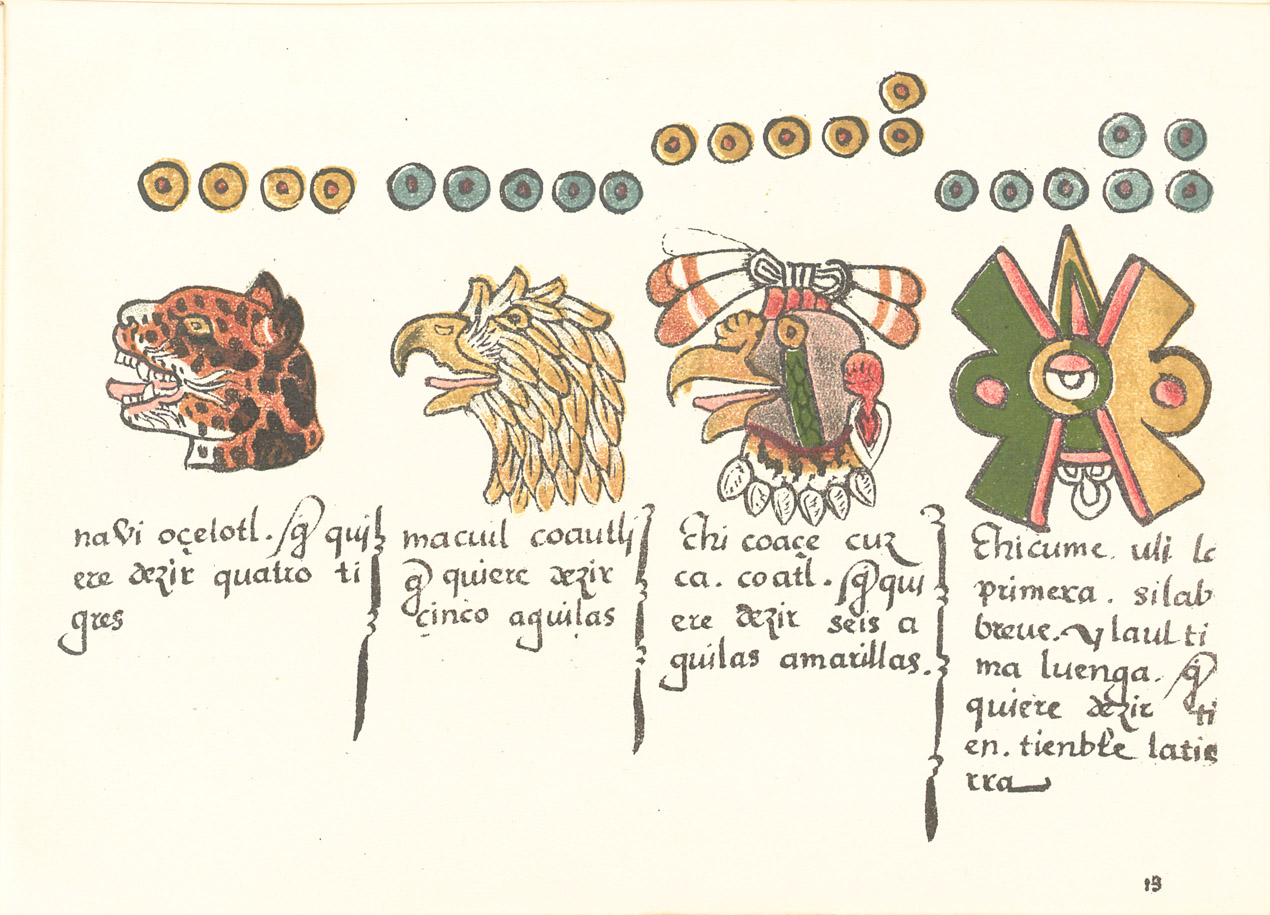

Tomadas del Códice Magliabecchiano:

Casa
Tochtli
Xochitl
Mazatl

Páginas de Iconos
Iconos

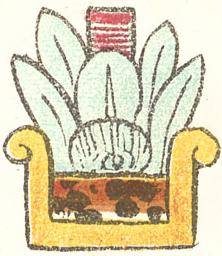
Acatl
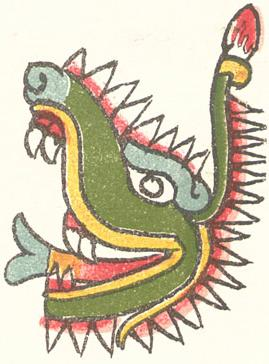
Cipactli
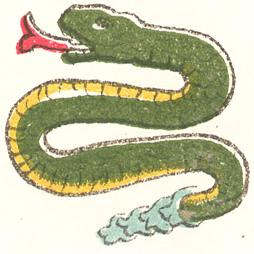
Coatl
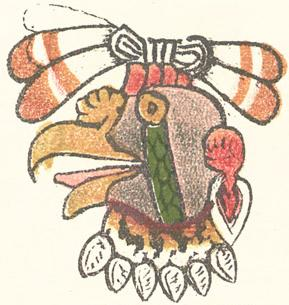
Cozcacuauhtli
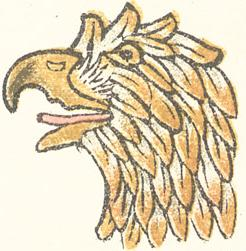
Cuauhtli
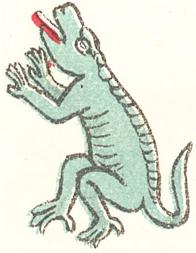
Cuetzpalin
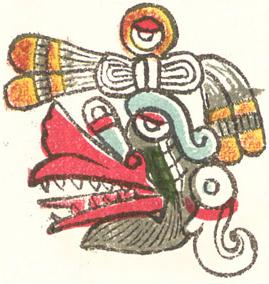
Ehecatl
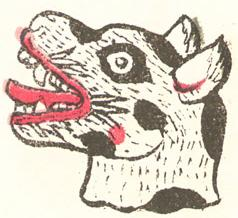
Itzcuintli
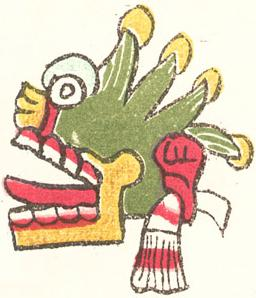
Malinalli
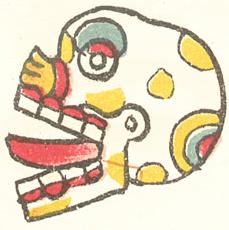
Miquiztli
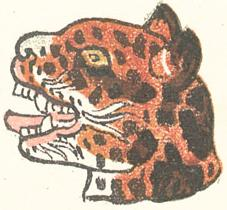
Ocelotl
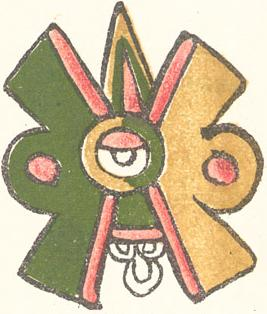
Olin
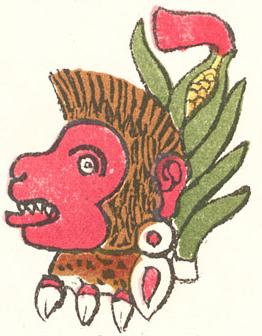
Ozomatli
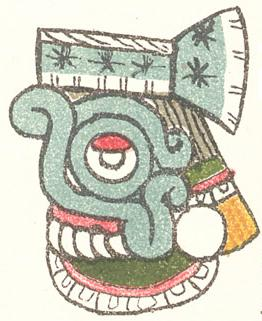
Quiahuitl
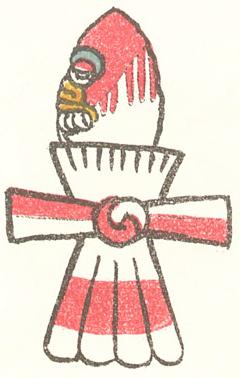
Tecpatl

Otras imágenes

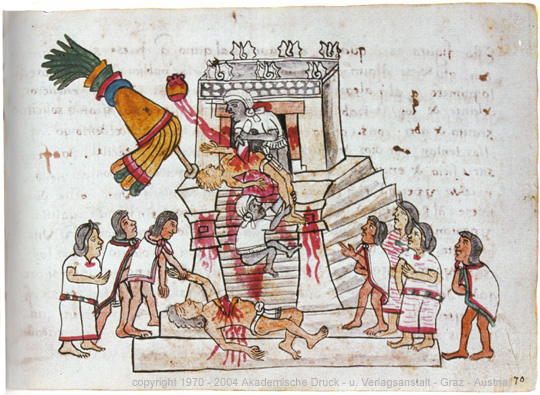
Sacrificio humano en el templo piramidal
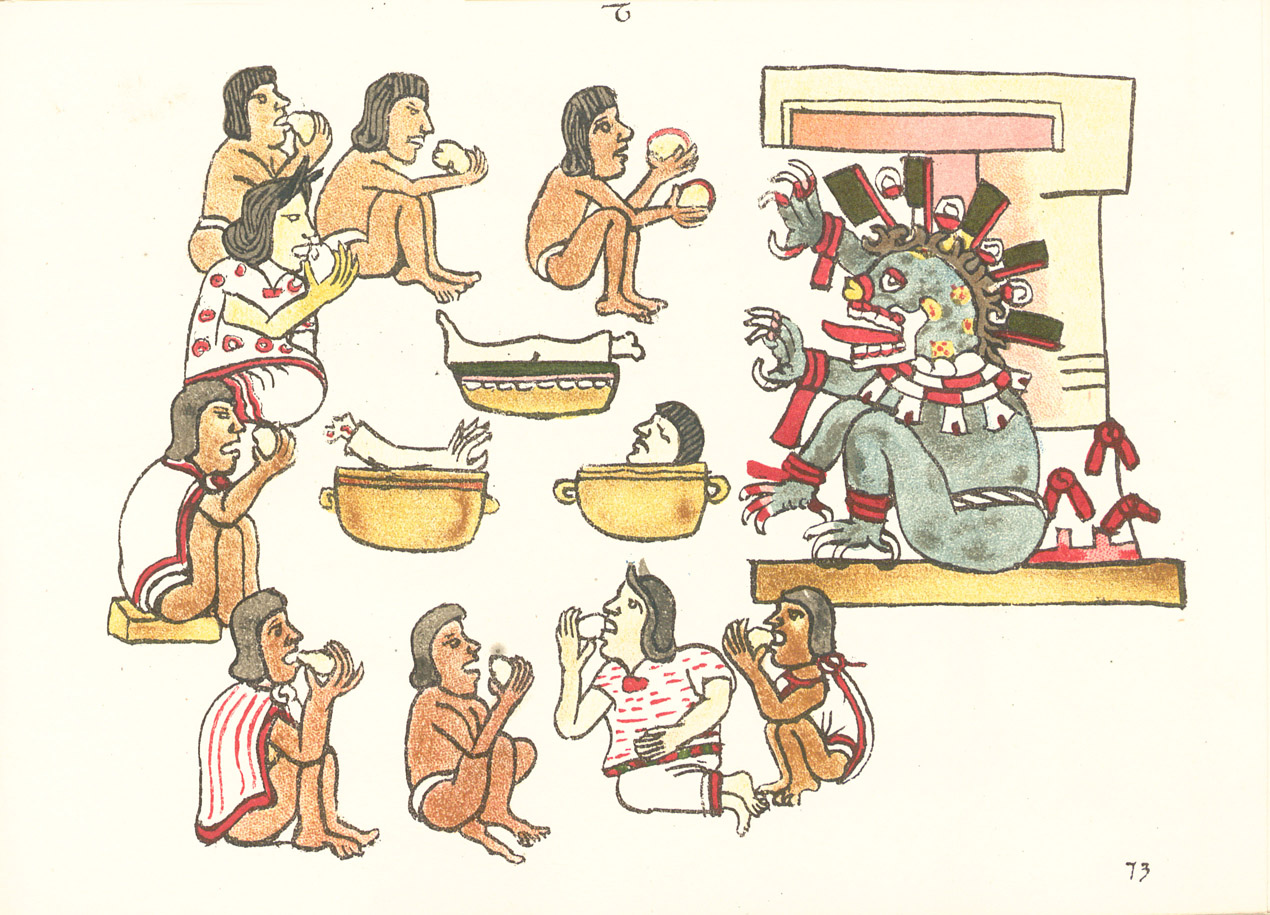
Banquete caníbal ritual
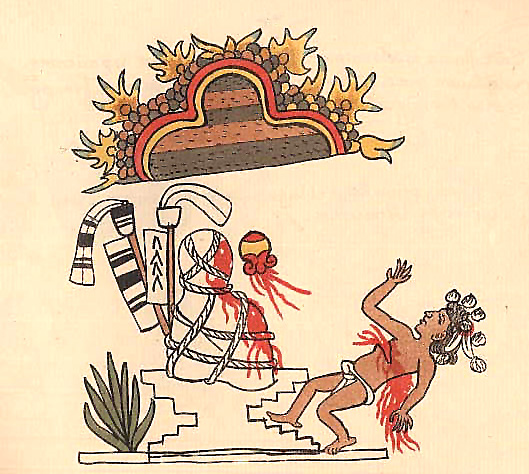
Funeral con sacrificio de un esclavo
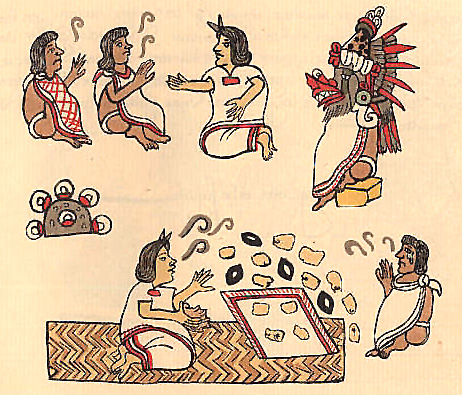
Medicina
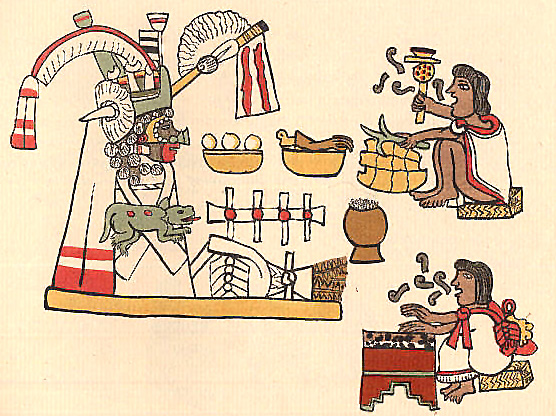
Festival Tititl
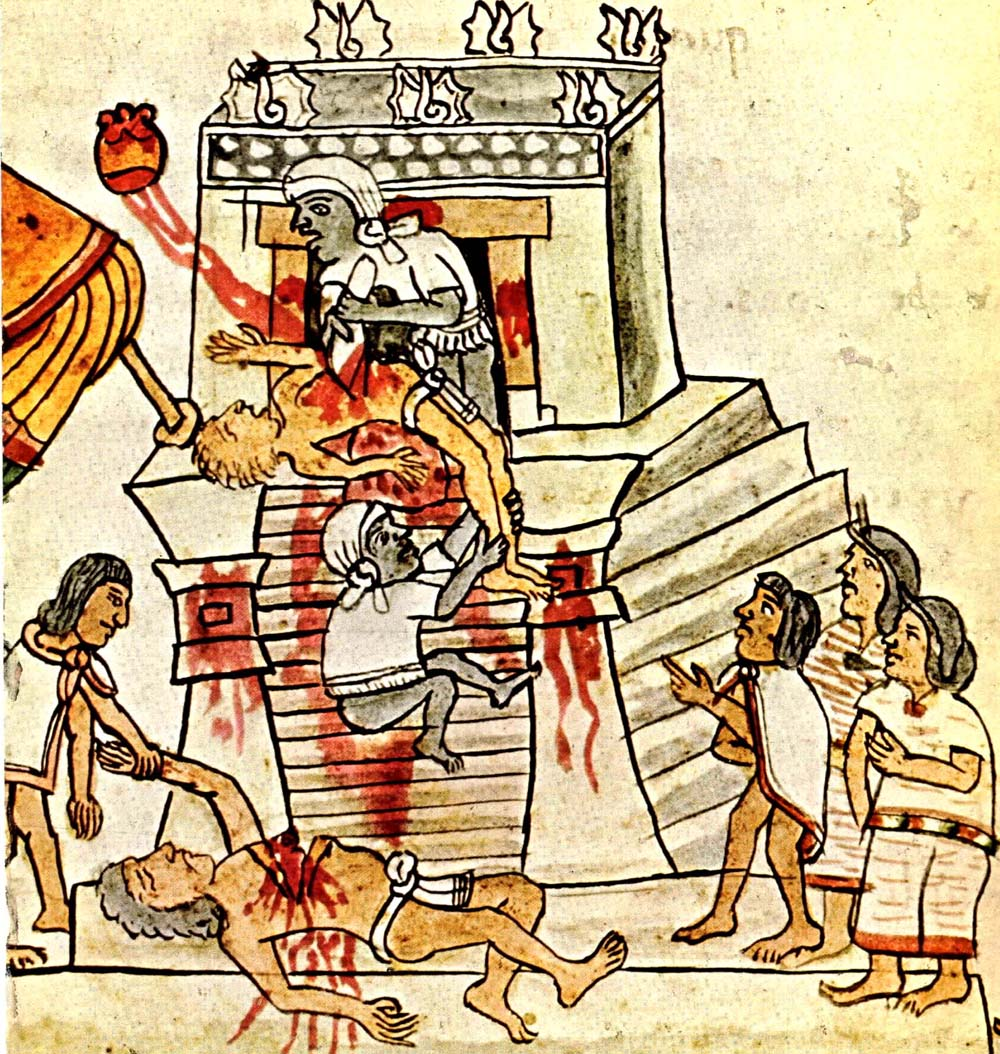
Sacrificio humano en el templo piramidal, detalle

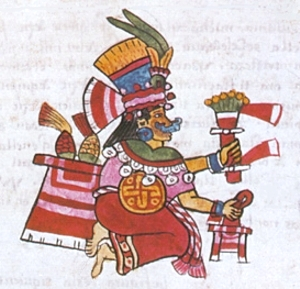
Chicomecoatl
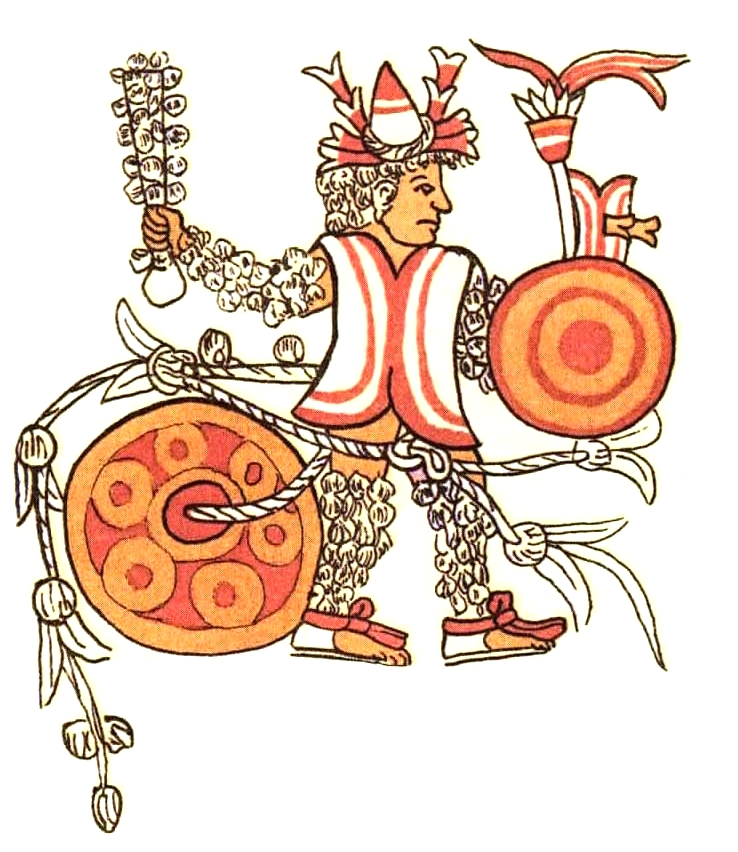
Guerrero en combate ritual
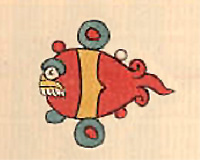
Pescado
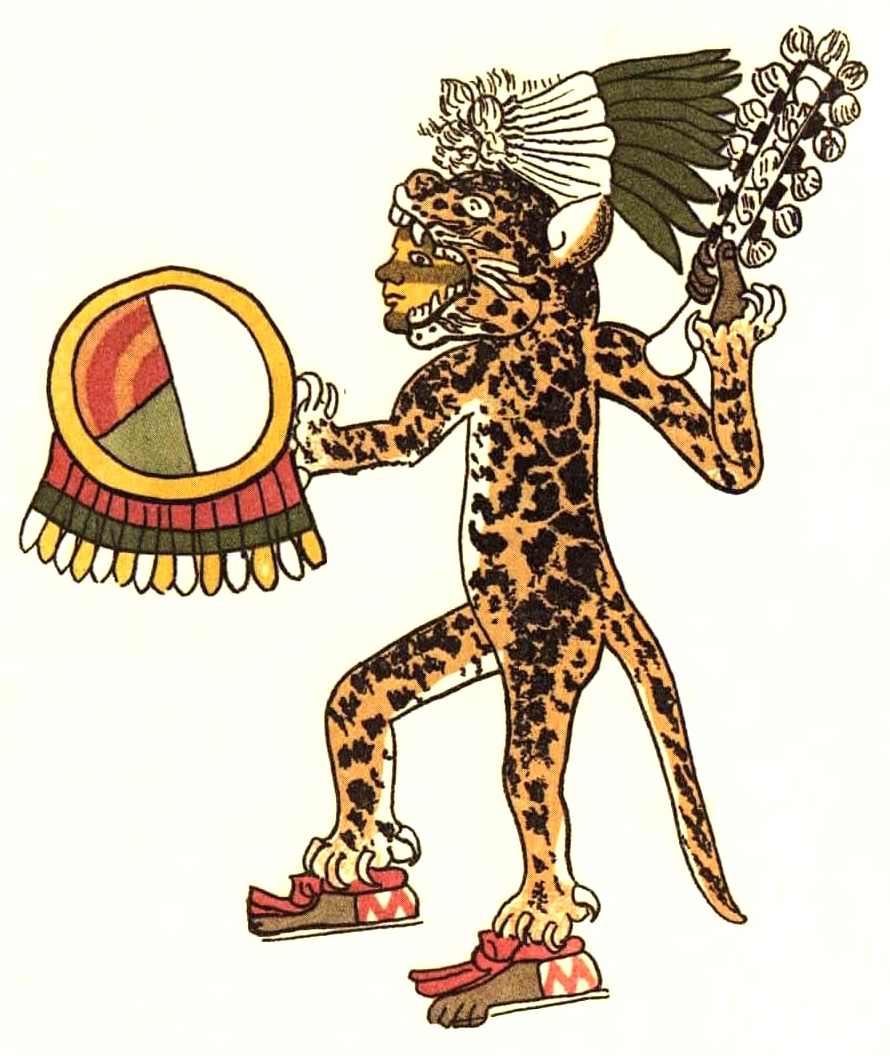
Guerrero Jaguar
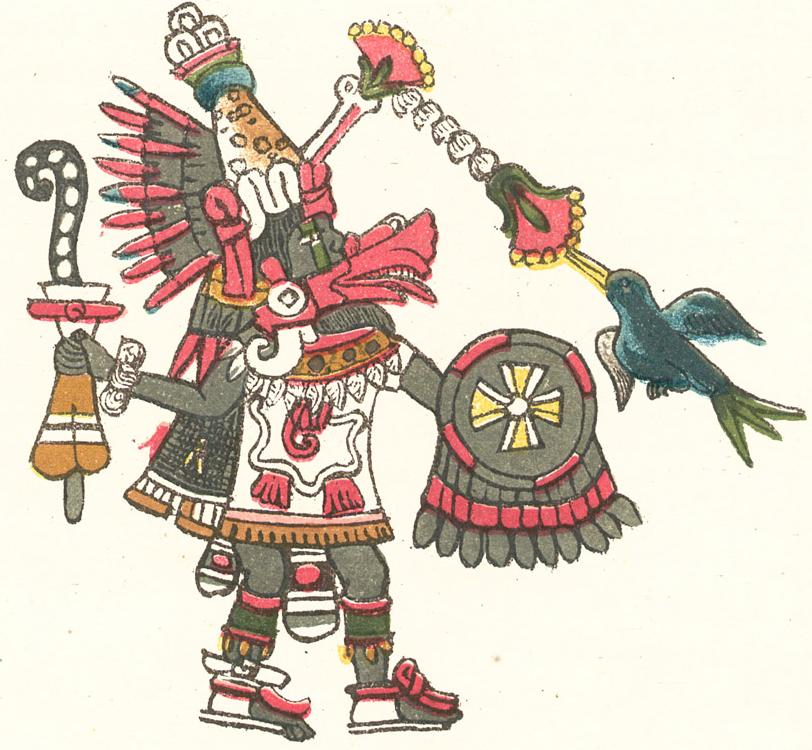
Quetzalcoatl
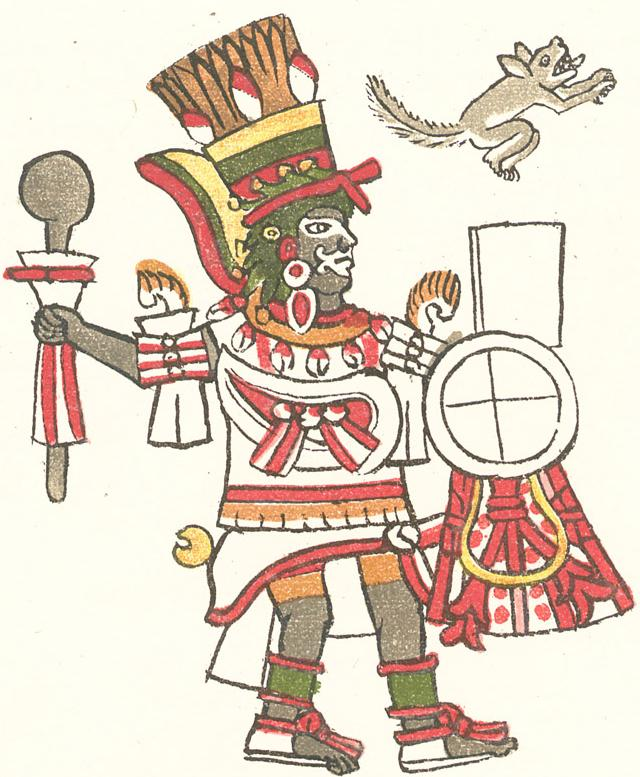
Techalotl
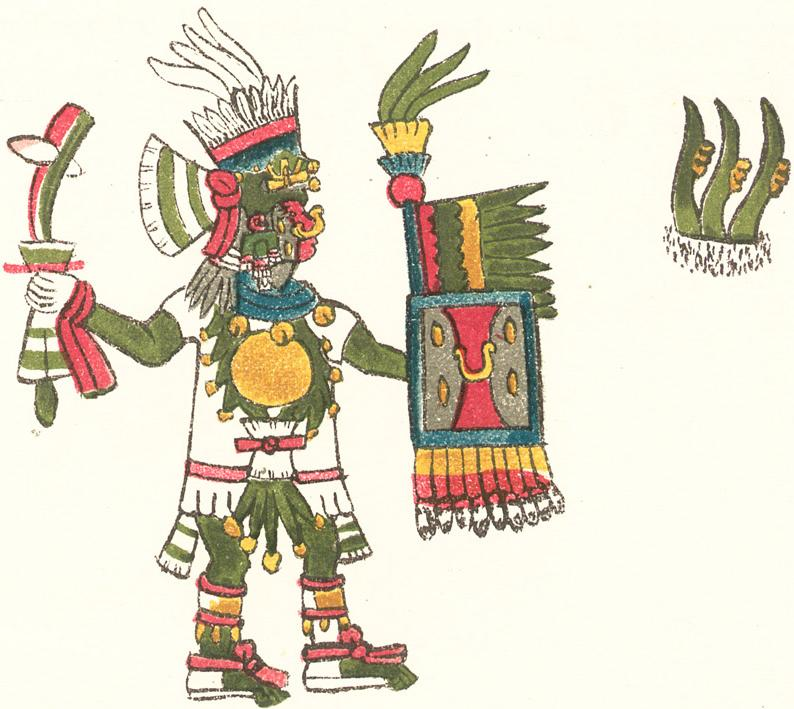
Toltecatl
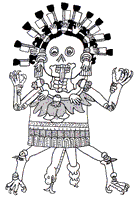
Tzitzimime
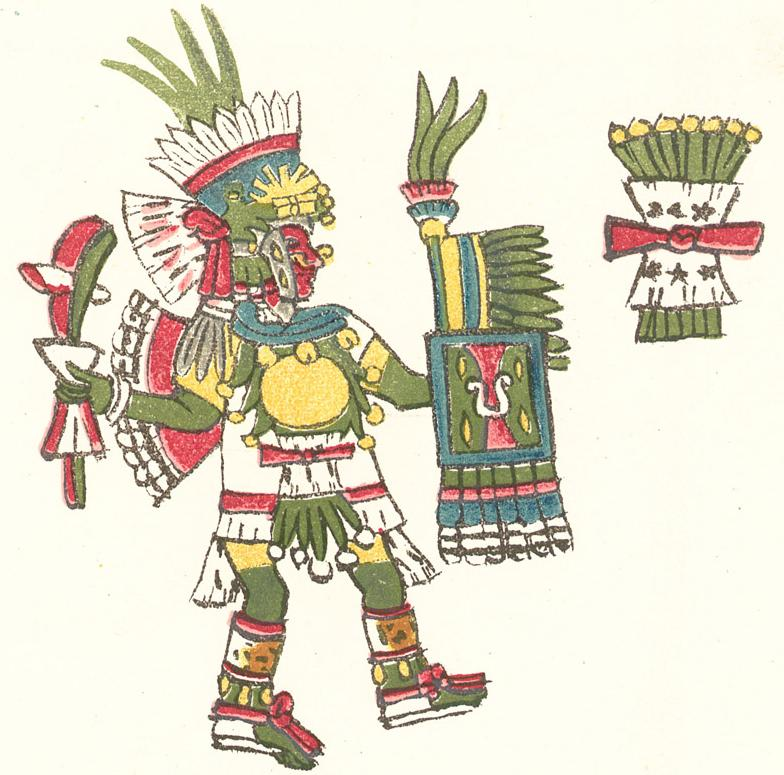
Yauhtecatl